# Нысское княжество

Земли Нысского княжества, оставшиеся в состав империи Габсбургов. На карте они отмечены желтым цветом

Нысское княжество (пол. Księstwo Nyskie, чеш. Nisské knížectví, нем. Fürstentum Neisse) — силезское епископское княжество, существовавшее в 1302—1810 годах. Княжество находилось в Нижней Силезии с центром в Нысе.

## История
В 1198 году Ныса с округой перешла во владение князю Ярославу Опольскому (1143/1160 — 1201), старшему сыну Болеслава Высокого. С 1173 года Ярослав получил во владение от своего отца Болеслава Высокого Ополе. В 1198—1201 годах Ярослав Опольский занимал пост епископа вроцлавского. После смерти Ярослава Опольского в 1201 году Генрих I Бородатый передал во владение Вроцлавской епархии Отмухувскую кастелянию и Нысскую землю.
Преемники Ярослава продолжили попытки по укреплению княжества. Епископ вроцлавский Вавжинец (1207—1232) расширил права Нысы и с согласия силезского князя Генриха Бородатого построил посёлок Глухолазы в окрестностях Нысы. В XIII веке в составе княжества находились города Злате-Гори, Яворник, Есеник и Брунталь. В XIV веке к ними добавились Сцинава-Мала, Пачкув и Гродкув. В XV веке в составе Нысского княжестве было уже одиннадцать городов.
Вроцлавские епископы, владыки княжества, проводили политики колонизации территории княжества. Епископы управляли нысской кастелянией, располагали судебной властью на территории княжества, а также имели право чеканить собственную монету.
Первым епископом вроцлавским с титулом князя был Генрих из Вежбна (1302—1319). Соседние князья, считавшие себя наследника предыдущего, пытались лишить его преемником княжеского титула, но в 1333 году князь Болько II Зембицкий окончательно признал Нысское княжество владением Вроцлавского епископства. С 1342 года епископы-князья признавали ленную зависимость от богемской короны.
Штаб-квартирой кастелянии и столицей княжества первоначально был город Отмухув, но уже с XIII века епископы стали чаще останавливаться в Нысе. Соборная церковь была перенесена в 1477 года из Отмухува и Нысу.
После Силезских войн в 1742 году большая часть Нысского княжества была включена в состав Прусского королевства. Только южная часть княжества вместе с летней резиденцией епископа в замке Йоханнесберг (Янской врх) в Яворнике осталась в составе Габсбургской империи (в настоящее время — район Есеник). Остальные районы княжества, доставшиеся Габсбургам, это Хермановице в районе Брунталь, а также Мнихов и Железна, являющиеся в настоящее время частью муниципалитета Врбно-под-Прадедем.
Во время Последней Силезской войны епископ вроцлавский Филипп Готтхард фон Шаффготш (1747—1795) в 1766 году был приговорен к изгнанию и бежал из Вроцлава в летнюю резиденцию княжества, находившуюся в австрийских владениях. В 1810 году прусский король провел секуляризацию Нысского княжества. В 1818 году территория бывшего княжества была включена в состав Опольского округа, расположенгого на значительной части бывшего княжества: Нысский и Гродкувский повяты.
В 1850 году австрийская часть Нысского княжества, Яворник, также была секуляризирована. Несмотря на это, вроцлавские епископы смогли сохранить другие земельные владения. Они стали пристанищем вроцлавского епископа, барона Генриха Фёрстера (1853—1881), который в 1875 году был изгнан из Пруссии.
В 1945 году территория бывшего Нысского княжества стала часть Чехословакии. В настоящее время Польше принадлежит 1231 км2, а Чехии — 900 км2 территории бывшего княжества.